# Religio és Nevelés
A Religio és Nevelés (Fasciculi Ecclasiastico-Literarii) egy politikai, egyházi és irodalmi lap volt. Pesten indult, 1841. január 3-án, utolsó száma 1849. április 22-én jelent meg. Először hetenként, 1843 júliusától hetente kétszer, 1848 júliusától hetente háromszor jelent meg. Kiadása 1849. április 23 és szeptember 27. között szünetelt. Felelős szerkesztője 1848. július 2-ától Danielik János volt. Szerkesztette és kiadta: Szaniszló Ferenc püspök, 1843. július 2-től Somogyi Károly esztergomi kanonok, a szegedi Somogyi-könyvtár alapítója. Nyomtatta: Trattner-Károlyi, 1843. július 2-től a Királyi Magyar Egyetemi Kőnyomó Intézetben, 1848. január 2-től Beimel József, július 2-től Lukács és Tsa. Társlapjai voltak: Egyházi Tudósítások (1841-43), Egyházi Literaturai Lap (1843-48), később: Religio (1849-1930).